# 青木村 (福岡県)
青木村（あおきむら）は、福岡県三潴郡にあった村。現在の久留米市の一部。

## 地理
筑後川下流の平野に位置していた。

## 歴史
- 1889年（明治22年）4月1日 - 町村制の施行により、三潴郡青木島村、江島村、四郎丸村、上青木村、下青木村（一部、字沖田・佐ノ口・北境・南境・青木分・六反田・吉竹・知字を除く）、西青木村（一部、字沖田を除く）、浮島村、鐘ヶ江村（一部、字溝越の内）が合併して村制施行し、青木村が発足[1][2]。
- 1906年（明治39年）- 浮島実業補習学校開設[1]
- 1921年（大正8年）- 有限責任青木村信用購買組合、有限責任浮島信用購買組合設立[1]。
- 1921年（大正10年）- 青木実業補習学校開設[1]
- 1922年（大正11年）- 青木村・三叉村耕地整理組合設立[1]
- 1955年（昭和30年）2月1日 - 三潴郡江上村、城島町と合併して城島町が存続して廃止された[1][2]。

## 交通

### 鉄道
- 1911年（明治44年）- 大川鉄道（西鉄大川線）敷設[1]
- 1951年（昭和26年）- 上記無期限運休[1]